# Tills cancern skiljer oss åt
Tills cancern skiljer oss åt är en finländsk dokumentärfilm från 2016 om teatermannen Peter Snickars tid som cancersjuk. Filmen är regisserad av Jan-Olof Svarvar. Filmen var nominerad i fyra kategorier vid International Filmmaker Festival of World Cinema i Nice, där filmen vann en av nomineringarna.Tills cancern skiljer oss åt vann även pris på den amerikanska filmfestivalen Hollywood International Independent Documentary Awards.

## Om filmen
Peter Snickars drabbas av en hjärntumör som i praktiken innebär en dödsdom. Tittaren följer honom och hans familj på nära håll genom den prövande men kärleksfulla tiden från diagnosen till döden.